# Ulrich Robeiri
Ulrich Robeiri, född den 26 oktober 1982 i Cayenne, Franska Guyana, är en fransk fäktare som tog OS-guld i herrarnas lagtävling i värja i samband med de olympiska fäktningstävlingarna 2008 i Peking. Han har även tagit sex VM-guld i lag samt ett individuellt guld vid VM 2014.